# Liste rätoromanischer Bezeichnungen von Schweizer Orten
In dieser Aufstellung werden rätoromanische Bezeichnungen von deutschsprachigen, französischsprachigen und italienischsprachigen Orten in der Schweiz aufgelistet. Ausserdem sind die romanischen Namen der Schweizer Kantone aufgelistet. Als Entsprechung ist zuerst der Name in der lokalen Sprache des betreffenden Ortes aufgeführt, danach, wenn nicht identisch, der deutsche Name. Bei zweisprachigen Orten und Kantonen ist nur der deutsche Name aufgeführt. Heute nicht mehr gebräuchliche Namen sind kursiv aufgeführt.
- Almen: Almens
- Alvagni: Alvaneu
- Alvaschagn: Alvaschein
- Alvra: Albula
- Appenzell dadens: Kanton Appenzell Innerrhoden
- Appenzell dador: Kanton Appenzell Ausserrhoden
- Argovia: Kanton Aargau
- Aschera: Schiers
- Avras: Avers GR
- Basilea: Basel
- Basilea-Champagna: Kanton Basel-Landschaft
- Basilea-Citad: Kanton Basel-Stadt
- Beiva: Bivio (dt.: Stalla)
- Berna: Bern, auch Kanton Bern
- Bravuogn: Bergün/Bravuogn (zweisprachige Gemeinde)
- Brinzauls: Brienz/Brinzauls (zweisprachige Gemeinde)
- Brüsch: Brusio (ital.)
- Calantgil: Innerferrera
- Caschanutta (Caschinutta): Göschenen
- Casti: Tiefencastel (zweisprachig dt./rät.)
- Casti-Vargistagn: Casti-Wergenstein
- Cazas oder Tgazas (Sutsilvan) oder Tgazzas (Surmiran): Cazis
- Chiaunreis: Calfreisen
- Claustra: Klosters
- Clugen: Clugin
- Corn da Tinizong: Tinzenhorn
- Cuira: Chur
- Cunter en il Partenz: Conters im Prättigau
- Igl Cuolm: Welschtobel
- Cuolm d'Ursera (R): Oberalppass
- Cuolm S-chaletta (R): Scalettapass
- Cuvlignas: Küblis
- Duin: Duvin
- Eigias/Aigias: Igis
- Fadrein: Fideris
- Farden: Fardün
- Farera: Ausserferrera
- Farschno: Fürstenau
- Favugn: Felsberg GR
- Ferrera: Schmitten GR
- Filisour: Filisur
- Flearda: Flerden
- Flem: Flims
- Friburg: Freiburg im Üechtland, auch Kanton Freiburg
- Fuorn: Furna
- Genevra: Genève (frz.), Genf, auch Kanton Genf
- Gianatsch: Jenaz
- Gianin: Jenins
- Giufs: Juchs
- Giura: Jura (frz.), Kanton Jura
- Giuvaulta: Rothenbrunnen
- Glaruna: Glarus, auch Kanton Glarus
- Glion: Ilanz
- Glogn: Glenner
- Grischun: Kanton Graubünden
- Iriel: Airolo[1]
- Lags: Laax
- Lai dals Quatter Chantuns: Vierwaldstättersee
- Lantsch: Lenz (zweisprachige Gemeinde)
- Lantsch sut: Haldenstein
- La Punt: Reichenau GR
- Leun: Lüen
- Lon: Lohn GR
- Lucerna: Luzern, auch Kanton Luzern
- Maiavilla: Maienfeld
- Maton: Mathon
- Medel (Valrain): Medels (im Rheinwald)
- Molinas: Molinis
- Murissen: Morissen
- Neuchâtel: Neuchâtel (frz.), Neuenburg, auch Kanton Neuenburg
- Nossadunnaun: Einsiedeln
- Nueinas: Nufenen GR
- Pagiai: Pagig
- Panaduz: Bonaduz
- Partenz: Prättigau
- Pasqual: Paspels
- Pazen: Patzen
- Prada: Praden
- Prauliung: Langwies GR
- Prez: Präz
- Puntraschigna: Pontresina
- Purtagn: Portein
- Puschlav oder Puschlev (Puter): Poschiavo (ital.), auch Valposchiavo (ital.), Puschlav (Talschaft)
- Razén: Rhäzüns
- Reschen: Reischen
- Roten: Rodels
- Runtgaglia: Rongellen
- Saas en il Partenz: Saas im Prättigau
- Samignun: Samnaun
- San Bernardin: San Bernardino GR
- San Murezzan: St. Moritz
- Sausch: Saas im Prättigau
- Scanvetg: Schanfigg
- Schaffusa: Schaffhausen, auch Kanton Schaffhausen
- Scharons: Scharans
- Sched: Scheid
- Schlarigna: Celerina/Schlarigna
- Seglias: Sils i. D.
- Silvaplauna: Silvaplana
- Soloturn: Solothurn, auch Kanton Solothurn
- Sogn Gagl, Son Gagl: St. Gallen, auch Kanton St. Gallen
- Sogn Martin: St. Martin
- Sour: Sur
- Spleia: Splügen
- Stussavgia: Safien
- Sur: Sufers
- Sursaissa: Obersaxen
- Sursilvania: Kanton Obwalden
- Sutsilvania: Kanton Nidwalden
- Sviz: Schwyz, auch Kanton Schwyz
- Tain/Tein: Davos Wiesen
- Tavau oder Tafaas: Davos
- Termin: Trimmis
- Tessin: Ticino (ital.), Kanton Tessin
- Tràn/Traun: Trans
- Tumein: Tamins
- Tumliasca: Domleschg
- Tusaun: Thusis
- Tujetsch: Tavetsch
- Turgovia: Kanton Thurgau
- Turitg: Zürich, auch Kanton Zürich
- Uri: Kanton Uri
- Urmagn: Urmein
- Ursera: Andermatt
- Vad: Vaud (frz.), Kanton Waadt
- Valendau: Valendas
- Versomi: Versam
- Veulden: Feldis
- Val (Sogn Pieder): Vals GR
- Vallais: Kanton Wallis
- Valragn: Hinterrhein
- Vaz (sut): Untervaz
- Zezras/Zir: Zizers
- Ziràn-Reschen: Zillis-Reischen
- Zug: Zug, auch Kanton Zug

## Weblink
- Glossarium Helvetiae historicum (Lexikon mehrsprachiger Ortsnamen in der Schweiz)